# Виллетте
Виллетте (итал. Villette) — коммуна в Италии, располагается в регионе Пьемонт, в провинции Вербано-Кузьо-Оссола.
Население составляет 259 человек (2008 г.), плотность населения составляет 37 чел./км². Занимает площадь 7 км². Почтовый индекс — 28030. Телефонный код — 0324.
Покровителем населённого пункта считается святой Рох.

## Демография
Динамика населения:

## Администрация коммуны
- Официальный сайт: http://www.comune.villette.vb.it/